# وتالاوا
وتالاوا (به لاتین: Wetalawa) یک منطقهٔ مسکونی در سری‌لانکا است که در استان مرکزی (سری‌لانکا) واقع شده‌است.